# Psilochorus sinaloa
Psilochorus sinaloa là một loài nhện trong họ Pholcidae. Loài này được phát hiện ở México.